# Edith Thompson
Edith Jessie Thompson (născută Graydon; n. 25 decembrie 1893, Greater London, Anglia, Regatul Unit al Marii Britanii și Irlandei – d. 9 ianuarie 1923, Greater London, Anglia, Regatul Unit) a fost o femeie britanică condamnată în 1922 și executată prin spânzurare la începutul anului următor pentru uciderea soțului ei, Percy, de către amantul ei, Frederick Bywaters. 
Edith a fost curtată de Percy de când avea 15 ani și abia terminase școala, și s-a căsătorit cu el după o logodnă de 6 ani în 1916. Puțin după sfârșitul Primului Război Mondial, l-a reîntâlnit pe Frederick Bywaters, prieten din copilărie al fraților ei mai mici, cu care a început la scurt timp o relație amoroasă care a stârnit suspiciuni și bârfe. Cei doi se întâlneau pe ascuns în perioadele scurte în care Bywaters era în Londra între călătoriile lui pe mare, și în restul timpului își scriau mult. La sfârșitul unei astfel de perioade petrecută acasă, Bywaters l-a atacat noaptea cu un cuțit pe Percy Thompson și l-a ucis.
Informată de fratele lui Percy despre relația dintre Edith și Bywaters, poliția l-a arestat pe acesta din urmă și a găsit dovezi că el fusese criminalul. În urma perchezițiilor, poliția a găsit aproape toate scrisorile de dragoste scrise de Edith lui Bywaters.
Procurorii au folosit apoi interpretări extrem de creative ale acestor scrisori, precum și prejudecățile deja existente și ațâțate de mediatizarea intensă a cazului, pentru a obține întâi admiterea lor ca probe și apoi condamnarea lui Edith drept instigatoare a crimei.
Execuția lui Edith a fost chinuitoare, și-a lăsat amprenta asupra tuturor celor prezenți și a generat apoi argumente în favoarea abolirii pedepsei cu moartea. Povestea a stat la baza unor cărți, piese de teatru, filme și programe TV, apărute în secolul de după evenimente. Analizele istorice ulterioare ale unor experți arată că, deși vinovăția lui Bywaters este destul de evidentă, Edith a fost foarte probabil condamnată pe nedrept, și în tot cazul în lipsa oricăror probe clare. La un secol după evenimente, există acțiuni pentru revizuirea procesului.

## Familia, copilăria și căsătoria
Edith Jessie Graydon s-a născut în ziua de Crăciun a anului 1893, în casa din Dalston a lui William Eustace Graydon, funcționar la Imperial Tobacco Company, și a soției sale Ethel Jessie. După Edith, cei doi au mai avut o fată, pe Avis (1895), apoi s-au mutat în Manor Park⁠(d) (Shakespeare Crescent nr. 231), și au avut alți trei copii, toți băieți — Newenham (1898), William (1900) și Harold (1902). Edith era o fetiță veselă și deșteaptă, care excela la dans, actorie și aritmetică. După terminarea școlii, în 1909, la 15 ani, Edith s-a angajat ca funcționară la o firmă londoneză de comerț cu confecții, după care avea să lucreze la producătorul de confecții Louis London și apoi la Carlton & Prior, o firmă care producea și comercializa pălării de damă. La aceasta din urmă avea să lucreze tot restul vieții, ca agentă de achiziții, fiind promovată și dobândind o reputație de femeie inteligentă, elegantă și cu bun gust. După câțiva ani, era trimisă regulat pentru achiziții la Paris.
Percy Thompson (n. 1890), viitorul ei soț, provenea dintr-o familie mai puțin înstărită: tatăl lui, marinar, murise într-un accident de muncă, și familia se întreținea din pensia de văduvă a mamei. Percy a renunțat la școală de la 12 ani (vârstă până la care educația era obligatorie) și a muncit în diverse locuri până când a ajuns într-un post de birou la o companie de transport naval. În 1909, ca și Edith, Percy locuia în Manor Park și lucra în centrul Londrei, deci este foarte probabil ca ei să se fi cunoscut în legătură cu naveta zilnică cu trenul din centrul Londrei spre locuințele lor. Adept al tradiției ca un băiat să se prezinte părinților fetei și să le ceară permisiunea de a o curta (curte care dura aproximativ 5 ani de obicei), Percy a făcut întocmai și a primit, de Crăciunul anului 1909, această permisiune. Celor doi li s-a permis să petreacă timp împreună, sub supravegherea soților Graydon (părinții lui Edith) la casa acestora, dar și să meargă împreună în public la spectacole, teatru, și petreceri cu dansuri (deși Percy nu dansa).
În vara lui 1914, Edith și Percy au primit permisiunea să petreacă o vacanță împreună la Ilfracombe. Cu această ocazie, cei doi au avut relații sexuale pentru prima dată. În acel moment, întrucât ei rămăseseră împreună peste durata obișnuită de patru-cinci ani a procesului de curtare, era de așteptat ca Percy să fie viitorul ei soț, deși Edith avea îndoieli că cei doi se potrivesc la caracter: ea era extrovertă, sociabilă și aventuroasă, în timp ce Percy era introvert, reținut și conservator. Din 1911, ea lucra la producătorii de pălării de damă Carlton & Prior și era foarte apreciată de patronul Herbert Carlton, fiind trimisă pentru achiziții la Paris, și avea deschise destule opțiuni.

## Primul Război Mondial
Războiul a izbucnit puțin după vacanța la Infracombe. Pe parcursul lui 1915, a devenit evident că va fi un război de durată, cu costuri umane mari. Pentru Edith, aceasta probabil a înclinat balanța în favoarea căsătoriei cu Percy. Cei doi s-au căsătorit la 15 ianuarie 1916. Percy nu dorea să participe la război, atitudine care în retrospectivă poate fi văzută ca înțeleaptă, dar la acea dată în spațiul public britanic era stigmatizată ca „lașitate”. La sfârșitul lui 1915, Parlamentul britanic a adoptat legea serviciului militar obligatoriu. Puțin timp după nuntă și luna de miere, și puțin înaintea datei de intrare în vigoare a serviciului militar obligatoriu, Percy s-a înscris voluntar în regimentul London Scottish și a făcut instrucție militară, dar a reușit să obțină un document care îl declara inapt medical pentru serviciul militar.
După nuntă, Percy s-a mutat în casa familiei Graydon și a locuit împreună cu Edith într-una din camere. Chiar dacă nu participa la război, Percy se speria de raidurile aeriene și (ipohondru și oricum simțind nevoia să-și justifice public absența de pe front) se plângea de suferințe cardiace. Cum casa din Manor Park devenise aglomerată, Edith și Percy s-au mutat în aprilie 1917 la Westcliff-on-Sea⁠(d), pe malul Mării Nordului, la o oră depărtare cu trenul de Londra. Naveta zilnică a celor doi era mai lungă, dar acolo locuia și patronul lui Edith, Herbert Carlton, și drumurile erau destul de plăcute. Căsnicia lor a fost în acea perioadă una cel puțin liniștită.
Newenham, fratele lui Edith, a luptat în Europa și s-a întors la sfârșitul războiului nevătămat acasă. La fel și ceilalți doi frați, Billie și Harold, care activaseră în marina comercială. Avis, însă, își pierduse iubitul în bătălia de la Passchendaele. După sfârșitul războiului, Edith și Percy au închiriat o parte din spațioasa locuință în care stătea sora lui Percy, Lilian, și soțul ei, Kenneth Chambers. Noua locuință era mult mai aproape de locul lor de muncă, în eleganta suburbie Ilford⁠(d), foarte aproape de Manor Park. De acolo, cei doi au început să caute o casă de cumpărat. Neparticiparea lui Percy la război a făcut ca el să-și păstreze locul de muncă destul de bine plătit, iar salariul și mai mare al lui Edith le permitea să devină proprietarii unei case a lor. În cele din urmă, în iunie 1920, ei s-au oprit asupra unei case din același Ilford, pe strada Kensington Gardens nr. 41, care avea un preț accesibil din cauză că venea cu niște chiriași care, conform legii, nu puteau fi evacuați. Un alt dezavantaj era că acum erau vecini cu Kenneth, fratele lui Percy, cu care nici el nici Edith nu se înțelegeau foarte bine. Chiar și așa, soții Thompson s-au bucurat să aibă casa lor: Edith s-a ocupat atent de redecorarea interiorului camerelor destul de spațioase ce nu erau folosite de chiriași, iar Percy de grădină.
Această perioadă s-a caracterizat însă prin deteriorarea căsniciei celor doi. Deja pe când locuiau în casa lui Lilian și Kenneth Chambers, proprietarii erau oarecum deranjați de certurile între soții Thompson, iar la revelionul lui 1920, Avis, sora lui Edith, a remarcat jena lui Edith și a fost contrariată de ieșirea agresivă a lui Percy la adresa unui bărbat care i se adresase lui Edith pe numele de botez, în loc să-i spună „doamna Thompson”, formalism impus de regulile de bune maniere ale vremii, dar care nu justifica o asemenea ieșire.

## Apariția lui Frederick Bywaters

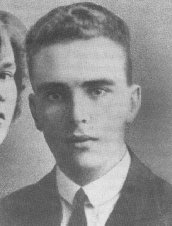
Freddy Bywaters

În ianuarie 1920, la casa din Manor Park a părinților lui Edith, a venit în vizită Frederick (Freddy) Bywaters, acum un tânăr de 17 ani, prieten din școală cu cei mai mici frați ai lui Edith, Billie și Harold. Ei ținuseră legătura cât putuseră în anii grei care precedaseră reîntâlnirea. Tatăl lui Freddy plecase în război în 1914 și fusese otrăvit cu gaz pe câmpurile de luptă din Europa continentală; el a murit în primăvara lui 1919 de hemoragie la plămâni. După moartea lui, Freddy, mama, și sora lui s-au mutat din Manor Park într-o zonă mai ieftină din sudul Londrei.
În 1917, la 15 ani, Freddy se angajase în marina comercială, în ciuda obiecțiilor mamei lui, care se temea să-și lase fiul pe mare în timp ce Germania imperială desfășura războiul submarin fără restricții⁠(d). Angajat ca secretar al căpitanului, el a început să-și ducă viața mai mult pe mare, cu pauze scurte. După cele câteva vizite făcute la familia Graydon în ianuarie 1920, Freddy a plecat din nou pe mare. A revenit în mai, când și-a vizitat prietenii din nou, și cu această ocazie a aranjat să locuiască cu ei pe perioada șederii în țară, cât timp nava lui era la recondiționat în docurile din Tilbury, aflate în apropiere. Atunci a făcut cunoștință cu Percy Thompson și a reîntâlnit-o pe Edith. Freddy și Percy s-au înțeles la început bine, în ciuda temperamentelor lor diferite, având în comun activitatea legată de transportul naval.
În iulie, Freddy a plecat însă din nou spre India pe un alt vas, și s-a mai întors pentru scurt timp în septembrie-octombrie, apoi după o nouă tură pe mare, s-a întors pentru revelionul lui 1921. El a încălcat însă atunci regulile de disciplină și a plecat fără permisiune de pe navă. Ca urmare, a fost concediat, însă Percy l-a ajutat să-și găsească rapid un nou post și, odată venită primăvara, Freddy era din nou pe mare.
Revenit în țară în iulie 1921 și venit în vizită la familia Graydon când erau prezenți și soții Thompson, Freddy Bywaters și-a exprimat dorința de a lua o pauză. Întrucât Edith și Percy plănuiau o vacanță în Insula Wight, împreună cu prietenii lor, soții Vellender, și cu Avis, sora lui Edith, pe care Freddy părea să înceapă să o curteze, ei l-au invitat cu entuziasm să li se alăture.

## Relația extraconjugală

### Freddy Bywaters ca chiriaș al soților Thompson

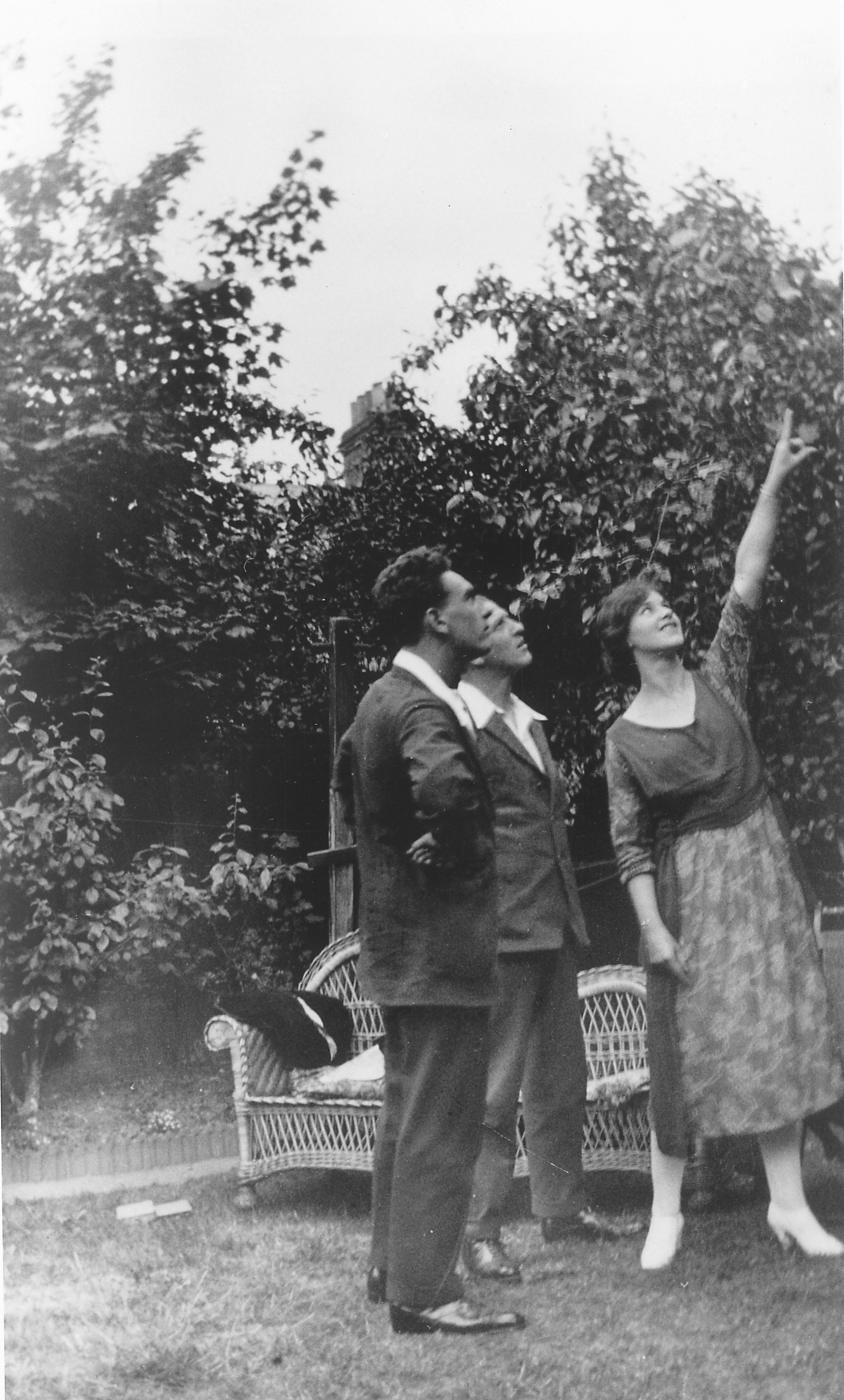
În curtea familiei Thompson, vara lui 1921: Edith arată spre acoperișul casei, în timp ce Percy și Freddy privesc.

În această vacanță petrecută la Shanklin, pe Insula Wight, a început relația între Edith și Freddy Bywaters. Chiar dacă relația lui cu Avis părea să progreseze încet, Freddy i-a făcut lui Edith prima declarație de dragoste. Fără să știe aceasta, Percy l-a invitat pe Freddy să locuiască cu ei, în chirie, într-una din camere. Deși planul era ca Freddy și Avis să mai rămână o săptămână în vacanță singuri, Freddy a decis să se întoarcă împreună cu soții Thompson; pentru Avis, și spre dezamăgirea ei, a fost semnul că, deși se simțiseră bine împreună până atunci, Freddy nu era interesat de o relație serioasă cu ea.
Relația lui Freddy Bywaters cu Edith a căpătat contur în primele zile în care el a locuit la soții Thompson, după vacanța din Insula Wight. Edith și-a luat câteva zile de concediu în plus, despre care nu spusese soțului, și în acea perioadă se prefăcea că pleacă de acasă și se întorcea înapoi la Freddy. Profitând și de lipsa chiriașilor, atunci au început cei doi relația sexuală. Edith i s-a plâns lui Freddy că se simte captivă și nefericită în căsnicie, și că vrea să se sinucidă. Bywaters a convins-o să-și amâne planul cu cinci ani, timp în care vor găsi o soluție ca lucrurile să meargă în bine pentru ea.

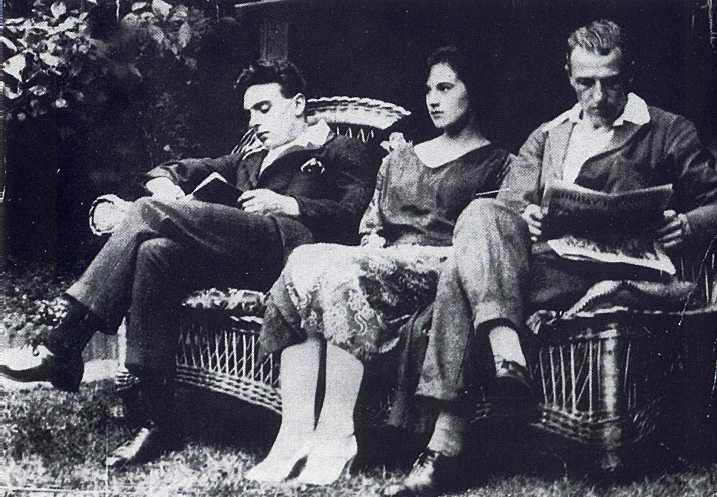
Freddy, Edith și Percy pe o bancă în grădina casei familiei Thompson

După sfârșitul concediului secret și întoarcerea chiriașilor, Edith și Freddy au început să se vadă în timpul zilei, la pauza de prânz a lui Edith și în unele după-amiezi la petreceri dansante. Percy a început destul de repede să intre la bănuieli, deși nu intuia încă dimensiunile relației între soția și chiriașul lui: Edith a început să-i refuze lui Percy relațiile sexuale, ceea ce l-a făcut pe Percy să se simtă jignit și ca certurile între cei doi să se acutizeze. În același timp, Percy a fost contrariat de faptul că, deși petrecuse deja vacanța pe care spunea că și-o dorește, Freddy Bywaters nu dă niciun semn că ar vrea să-și reia activitatea pe mare.
Certurile între soții Thompson aveau momente în care deveneau violente. Freddy a încercat o vreme să nu se dea de gol amestecându-se în ele, chiar când se desfășurau în prezența lui. La începutul lunii august însă, lucrurile au ajuns la un apogeu. O ceartă pornită aproape din nimic a escaladat până acolo unde Percy a lovit-o pe Edith de mai multe ori, și ea a căzut peste un scaun și o masă. Freddy nu a mai rezistat și a intervenit, s-a pus între Percy și Edith și i-a cerut imperativ lui Percy să înceteze violențele împotriva soției. Jignit din nou, Percy l-a dat afară pe Freddy.

### Freddy Bywaters plecat pe mare
Pe 2 august 1921, Freddy Bywaters s-a mutat în casa mamei lui. După plecarea din casa familiei Thompson, el și Edith se mai întâlneau doar ocazional, dar au început să corespondeze constant. Scrisorile lui Freddy erau adresate la locul de muncă al lui Edith. După o lună, el a găsit, din scurt, un post pe nava Morea, și a plecat pe mare, pentru a se întoarce abia în noiembrie. Atunci, după relatările lui, a avut o discuție cu Percy, în care a încercat să-l convingă să-i acorde lui Edith divorțul sau separarea, dar el a refuzat, acceptând în schimb să promită că nu o va mai lovi pe Edith. Din ce se pare, Percy s-a ținut de cuvânt, iar Edith a acceptat din nou relații sexuale cu soțul ei, ceea ce a dus la o oarecare stabilizare a relației lor.
De-a lungul anului care a urmat, Edith și Freddy s-au mai întâlnit în scurtele perioade petrecute de Freddy în Londra, între câte două călătorii pe mare. În schimb, au corespondat amplu. Scrisorile lui Freddy au fost distruse de Edith pentru a nu fi văzute de soțul ei, dar Freddy a păstrat scrisorile lui Edith. Ele descriu în detaliu viața ei cotidiană, impresiile ei despre piesele de teatru văzute și cărțile citite, și sentimentele ei față de Freddy. Pe lângă acestea, ele conțin detalii personale ale lui Edith despre menstruație, sarcină și avort; diferite fantezii despre o posibilă fugă a celor doi în străinătate, despre cum Edith își dorește uneori ca Percy să moară.
Relațiile sexuale dintre Edith și Freddy din scurta revenire acasă a lui Freddy în noiembrie 1921 s-au soldat cu o sarcină. Ea a ascuns sarcina cât a putut, deși a trebuit să-l respingă pe Percy o vreme, și a avortat în ianuarie 1922.
Percy a continuat să suspecteze ceva în ce privește fidelitatea soției sale, dar s-a limitat în general la ironii ocazionale și la amenințări cu invadarea a ceea ce Edith considera a fi spațiul ei personal — locul ei de muncă, unde primea scrisorile lui Freddy și păstra un număr foarte mic de amintiri de la el.
În iunie 1922, nava Morea a lui Freddy a plecat într-o călătorie mai lungă, până în Australia. În scrisorile din această perioadă, Freddy a sugerat că poate ar fi bine ca el și Edith să se despartă. În scrisorile ei, Edith a insistat pentru continuarea relației. La reîntoarcerea lui în septembrie 1922, toate aceste îndoieli s-au risipit, și iubirea lor s-a reaprins.

## Crima
Freddy trebuia însă să plece din nou pe mare. În ultimele două seri ale șederii lui Freddy în Londra de la sfârșitul lui septembrie și începutul lui octombrie 1922, Edith avea planuri pe care spera să le poată contramanda pentru a petrece timp cu Freddy: în prima seară, o vizită la fratele lui Percy (pe care îl detesta) și în a doua seară o ieșire la teatru cu Percy și cu unchiul și mătușa ei. Spre marea dezamăgire a lui Freddy, ea nu a putut anula niciunul din cele două angajamente.
În a doua seară, 3 octombrie, Freddy a mers în vizită la familia Graydon. Plecând de acolo pe la orele 23:00, în loc să se ducă acasă, a mers să o aștepte pe Edith pe drumul dintre stația de tren Ilford și casa ei, la întoarcerea de la spectacol, și a ajuns în zonă cândva pe la miezul nopții. Ascuns în întuneric la umbra unui copac, el a văzut-o pe Edith mergând la braț cu soțul ei. I-a urmărit o bucată de drum, apoi la un moment dat s-a năpustit asupra celor doi, a împins-o pe Edith, care s-a lovit la cap de zidul pe lângă care trecea, și l-a atacat pe Percy cu un cuțit. Lupta s-a desfășurat pe circa 10 metri din lungimea străzii. Freddy l-a lovit pe Percy de multe ori, trei dintre lovituri, în gât și în piept, fiindu-i fatale. Deși amețită puțin de lovitură, Edith l-a recunoscut pe Freddy. A strigat de două ori Oh don't!. După ce Freddy a fugit, ea a mers la soțul ei care sângera lângă zid, apoi a fugit cerând ajutorul unui alt cuplu care mergea pe stradă, și împreună cu ei a sunat la ușa unui doctor care locuia acolo. Ea s-a întors repede lângă Percy, iar doctorul, precum și John Webber, un vecin alarmat de strigătele auzite în stradă, au găsit-o pe Edith lângă Percy. Doctorul nu a mai putut decât să constate că Percy murise deja, și tot ce a putut face a fost să se întoarcă acasă și să sune la poliție cerând o ambulanță.
Freddy a fugit pe o stradă laterală, la capătul căreia a aruncat cuțitul într-o gură de canal, apoi a luat două taxiuri unul după altul pentru a ajunge la casa mamei sale, unde stătea.

### Ancheta
Primii polițiști sosiți la fața locului au fost conetabilii de poliție Pearcey, Geal și Palmer, primii pe bicicletă, ultimul la volanul ambulanței. Ei îl găsesc pe Percy mort, și pe Edith în stare de șoc, la un metru de el, susținută de doi trecători. Sergentul de poliție Mew, sosit ulterior, îi trimite pe Pearcey și Geal cu ambulanța la morgă, el rămânând cu Palmer să o ducă pe Edith acasă. Edith părea să nu își dea seama că soțul ei a murit, și cerea să îl însoțească în ambulanță, gândind că ea l-ar putea face bine.
Sergentul Mew a mers apoi la morgă, unde a fost informat despre rănile lui Percy și că cel mai probabil a fost omorât, apoi la locul crimei, unde a constatat urme de sânge pe trotuar pe o distanță de 12 m. El și-a notificat imediat superiorii și, la orele 3:00, a mers din nou la Edith acasă. În acea primă declarație dată poliției, Edith a spus că soțul ei a avut o criză și a căzut pe stradă. Mew vedea că șocul lui Edith este evident, dar îi era clar și că ea mințea. Dimineața, el a predat însă cazul superiorului său, inspectorului Hall de la Scotland Yard, un polițist cu mai puține scrupule și orientat spre rezultat. El a vizitat-o din nou pe Edith la ora 11 și a primit din partea ei exact aceeași declarație. Hall le-a luat pe Edith și pe mama ei și le-a dus la poliția din Ilford, cazându-le în camera asistentelor medicale, ele fiind rugate să rămână (nu erau reținute și aveau voie să plece). Avis, sora lui Edith, a rămas acasă, dar a avut instrucțiuni de la Edith să meargă la biroul ei și să îi ceară asistentei lui Edith să scoată din birou o casetă de scrisori și o agendă și să le țină acasă la ea.
Hall, împreună cu colegul său mai experimentat, superintendentul Wensley, au interogat-o pe Edith din nou, dar au remarcat că nici ea, și nici membrii familiei ei, nu ofereau prea multe informații atunci când erau întrebați detalii din viața lor și cine ar putea să-l vrea mort pe Percy. Polițiștii au vorbit însă și cu Richard Thompson, fratele lui Percy, care l-a menționat aproape imediat pe Freddy și ce se vorbea despre el și Edith. Întrebate explicit despre Freddy, Edith și mama ei le dau polițiștilor informații generale despre relația lui Freddy cu familia Graydon (în principal prietenia lui cu frații lui Edith), precum și informația că Freddy plecase pe la orele 23:00 în seara anterioară de la casa soților Graydon. Din acest moment, Freddy este considerat suspect, iar poliția a început să urmărească casa mamei lui, nava Morea din docurile de la Tilbury, și casa familiei Graydon. La aceasta din urmă a venit Freddy la orele 18:00, iar polițiștii s-au activat imediat și l-au adus pentru interogatoriu. Freddy nu a recunoscut nimic, a declarat că, de la familia Graydon, mersese parțial cu trenul și parțial pe jos acasă, și că a aflat de moartea lui Percy din ziar. A fost și el cazat în clădirea bibliotecii, în curtea sediului poliției din Ilford, fără a fi oficial acuzat, în timp ce polițiștii au recuperat, în urma unei percheziții în casa mamei lui Freddy, cu permisiunea acesteia, câteva din cele mai recente scrisori trimise de Edith lui Freddy.
În cele din urmă, a doua zi (5 octombrie) polițiștii au recurs la câteva tertipuri ilegale. În primul rând, la un interogatoriu al lui Edith, au lăsat pe birou să fie vizibile scrisorile recuperate de la Freddy. Ca urmare, Edith a recunoscut relația extraconjugală cu Freddy. Apoi, au orchestrat procedurile de anchetă în așa fel încât Edith și Freddy să fie în aceeași încăpere în același timp și să se vadă unul pe altul. La proces, aveau să pretindă că a fost o neglijență și o scăpare, dar în acel moment dovezile obținute astfel erau deja prezentate juriului. Văzând că Freddy era în custodia poliției, Edith a renunțat să-l mai protejeze și a declarat că l-a văzut în seara crimei. Inspectorul Hall l-a informat pe Freddy de declarația lui Edith și i-a spus că vor fi amândoi puși sub acuzare; Freddy a recunoscut, la rândul lui, că l-a omorât pe Percy și a declarat că a acționat singur și că Edith era complet neimplicată. La finalul zilei, Hall a decis să îi aresteze pe amândoi și să îi pună sub acuzare pentru crimă, în ciuda protestelor lui Freddy Bywaters.
A doua zi dimineață, Freddy a oferit, voluntar, poliției cooperarea în vederea recuperării armei crimei. Abia după acest moment, Edith și Freddy au căutat consiliere legală.
Percheziția ulterioară a cabinei lui Freddy de pe nava Morea a produs restul scrisorilor trimise de Edith lui Freddy. Procurorii și inspectorii de poliție au procedat la lecturarea detaliată a acestei corespondențe.

## Procesul

### Contextul
Anglia acelor vremuri era o societate în plină transformare și conflict de generații. Generațiile mai în vârstă fuseseră educate în constrângerile sociale ale epocii victoriene, în care rolul femeii în societate era strict limitat, și abaterea de orice fel de la obligațiile familiale era cauză de mare scandal; din acest grup făceau parte toți cei cu putere de decizie: membrii guvernului, judecătorii și jurații din proces. Generația tânară purtase însă greul Primului Război Mondial, iar femeile luaseră locul în câmpul muncii bărbaților care plecaseră pe front, și, cum mulți dintre ei nu se mai întorseseră, noul rol de oameni ai muncii și capi de familie se permanentiza, iar cererile lor pentru drepturi civile și egalitate, deja începute dinaintea războiului, au devenit mai puternice. La fel se acutizau însă și refuzul, de pe poziții conservatoare, de a admite progresul egalității în drepturi între bărbați și femei.
Edith făcea parte chiar dintr-o avangardă a acestui proces: ea avea loc de muncă încă dinaintea războiului, era mai bine plătită decât soțul ei, iar după căsătorie, nu a dorit să aibă copii imediat și a continuat să lucreze — așa cum a remarcat, cu mirare, procurorul la proces. Toți cei implicați în caz: victima, criminalul (Freddy Bywaters) și iubita lui acuzată pe nedrept (Edith) erau din această generație, pentru care, după cum comenta ziaristul Filson Young⁠(d), „adulterul” era doar un cuvânt perimat și prăfuit care descrie cea mai mare aventură romantică a vieții lor.
Printre alte prejudecăți victoriene care persistau în societate și care au mers împotriva lui Edith Thompson au fost și cele care stigmatizau avortul ca o formă de omor, și cea că într-o relație amoroasă dintre o femeie mai în vârstă și un bărbat mai tânăr, femeia este cea care îl controlează pe bărbatul mai tânăr.
Mediatizarea intensă a cazului a adus povestea în fața tuturor segmentelor societății, de orice parte a schimbării se aflau.

### Desfășurarea
Prima fază a procesului a avut loc la Curtea de Magistrați⁠(d), o instanță inferioară însărcinată cu administrarea preliminară a probelor și determinarea capetelor de acuzare. 
Cu argumentul că Edith mințise în primele declarații făcute poliției, judecătorul Curții de Magistrați a decis că scrisorile lui Edith către Freddy sunt admisibile ca probe împotriva lui Edith. Declarațiile false erau însă probe prima facie⁠(d) doar pentru o eventuală acuzație de complicitate după fapt, nu de conspirație sau colaborare. Freddy mărturisise, dar nu o incriminase pe Edith deloc. În tot cazul, el încă nu fusese găsit vinovat, și nu existau alte indicii clare ale unei conspirații. Însuși medicul legist a afirmat în fața acestei instanțe că o acuzație împotriva lui Edith în baza acelor probe va fi probabil respinsă rapid la instanța de judecată propriu-zisă.
Procesul s-a desfășurat la Old Bailey⁠(d). Acuzația la adresa lui Freddy a fost crimă cu intenție, iar Edith a fost acuzată că a fost „făptuitor de gradul al doilea” în această crimă. Existau și alte capete de acuzare la adresa lui Edith, dar acestea urmau să fie judecate separat, doar dacă ar fi fost achitată de acest cap de acuzare. În această fază, Edith Thompson l-a avut ca avocat pe Henry Curtis-Bennett⁠(d), un celebru avocat pledant al epocii, care avea să fie și parlamentar. Prima solicitare a fost ca cei doi să fie judecați separat, dar aceasta a fost respinsă.
Împotriva lui Edith, acuzarea a prezentat ca probă principală corpul scrisorilor trimise de ea lui Freddy. Au fost alese, la discreția acuzării, pasaje care au putut fi interpretate creativ ca fiind un complot al celor doi pentru moartea lui Percy. Cei doi schimbaseră diverse fantezii romantice despre sinucidere și despre posibila moarte a lui Percy. Edith a scris despre „otravă” cu referire la substanțele pe care le-a luat pentru a declanșa avortul, dar, din cauza prejudecăților ce dominau societatea pe atunci, nu putea recunoaște înțelesul real. Singurele substanțe pe care acuzarea putea dovedi că au fost în preajma lui Percy erau o tinctură de opiu (doză nepericuloasă, care la acea vreme se găsea la farmacii fără prescripție), și chinină (substanță nepericuloasă în orice doze, dar foarte amară, pe care Edith scria că i-ar fi dat-o lui Percy cu o ocazie, ca farsă). Edith scria într-una din scrisori că vorbise cu o femeie căreia îi muriseră trei soți, și și-a exprimat dezamăgirea că ea „nu poate să scape de unul singur”. Într-alta, una din fantezii era despre a-i da lui Percy sticlă pisată în mâncare, sau cioburi de sticlă. Freddy a explicat el însuși toate aceste comentarii drept fantezii, iar medicul legist care efectuase autopsia a infirmat explicit prezența vreunei otrăvi sau a unor leziuni asociate cu ingerarea de sticlă. În cele din urmă, îndemnul lui Edith către Freddy în ultima scrisoare înaintea crimei („fă ceva astă-seară”), care era de fapt un îndemn de a-și găsi ceva de făcut ca să nu fie trist, a fost interpretat drept un îndemn de a acționa pentru moartea lui Percy.
Deși putea să nu declare nimic și să lase avocatul să se ocupe de demontarea tuturor interpretărilor acuzării, Edith a făcut marea greșeală de a insista să depună mărturie. În boxa martorilor, acuzarea a reușit să o prindă în plasa minciunilor inițiale, a faptului că nu se putea apăra cu adevărul (că avortase) la unele din textele din scrisori. Ea a lăsat juriului o impresie și mai nefavorabilă.
Judecătorul, Montague Sherman⁠(d), un moralist foarte conservator, a ținut în mod repetat partea acuzării. Pe parcursul procesului, s-a referit la cei doi acuzați drept „adulterul” și „adultera”; a indicat procurorilor puncte pe care le puteau exploata în mărturia lui Edith; și, cel mai important, în instrucțiunile finale adresate juriului, care ar fi trebuit să fie pur procedurale, a reluat argumentația procurorului și a adăugat elemente la ea. El și-a exprimat dezgustul la adresa conținutului scrisorilor, și așteptarea ca și juriul să simtă la fel, și a discreditat mărturia unui martor de bună credință, care certificase starea autentică de șoc în care se afla Edith imediat după crimă. Chiar și așa, el s-a achitat de obligația de a indica juriului că Edith trebuie găsită vinovată doar dacă este cert că știa propriu-zis că în seara fatidică Freddy îl va ataca pe Percy și că l-a condus intenționat pe acesta din urmă în fața atacatorului. La rândul său, juriul avea prejudecăți împotriva lui Edith: era format din o singură femeie și 11 bărbați (judecătorul li s-a adresat mereu drept domnilor — gentlemen), în majoritate căsătoriți, care empatizau cu Percy și înclinau să acuze din punct de vedere moral soția infidelă de moartea soțului, fără a avea nevoie de dovezi. Deși nu au existat dovezi că Edith chiar știa că Freddy îi va ataca soțul, juriul i-a găsit pe cei doi vinovați, iar judecătorul i-a condamnat la moarte.
Apelul a fost judecat și mai expeditiv. Instanța de apel a considerat că simpla discutare a posibilității ca Percy să moară o face vinovată pe Edith de fapta lui Freddy.
A fost declanșată o campanie de strângere de semnături pentru grațierea lui Edith și Freddy. Ea a strâns aproape un milion de semnături, de zece ori mai mult decât orice campanie similară din trecut, fiind până astăzi cea mai amplă cerere de grațiere din istoria Regatului Unit. Ministrul de interne nu a dorit să îi dea curs.

### Regimul de detenție
După arest, Freddy Bywaters a fost încarcerat la închisoarea Pentonville, iar Edith Thompson la închisoarea pentru femei Holloway⁠(d). Pentru Edith, regimul din arest a fost resimțit dur, mai ales după viața ușoară și comodă pe care o ducea până atunci. La Holloway însă, unde a fost încarcerată pe durata procesului, a avut parte de înțelegerea și simpatia conducerii. Dr. John Morton, guvernatorul închisorii, i-a permis la început să scrie scrisori inclusiv lui Freddy, dar s-a văzut nevoit să le intercepteze după ce a fost mustrat de superiori; tot el a închis ochii la faptul că Edith a preferat consilierea unui duhovnic romano-catolic în locul celui anglican furnizat de închisoare și care, după cum spunea Edith, era interesat doar să o facă să-și mărturisească crima.
După pronunțarea condamnării la moarte, când Edith a fost adusă de la Old Bailey în stare de șoc, ea a fost internată în spitalul închisorii, unde a avut parte de un regim mai ușor decât în celulă, precum și de asistență medicală. Guvernatorul a lăsat-o cât a putut de mult timp să stea acolo, și a mutat-o în celula condamnaților la moarte doar atunci când nu a avut de ales.
Putea primi vizitatori, pentru perioade foarte scurte, iar discuțiile între ei erau monitorizate și oprite dacă nu se conformau unor reguli stricte. A fost vizitată la închisoare mai ales de părinți, de fratele Newenham, de sora Avis, de duhovnicul romano-catolic și de o prietenă de la serviciu care i-l recomandase pe acesta.

## Execuția
Edith Thompson și Frederick Bywaters au fost executați la ora 9:00 în dimineața zilei de 9 ianuarie 1923, simultan, ea la închisoarea Holloway, și el la închisoarea Pentonville.
Moartea lui Edith a fost cumplită. Ea trecuse de la starea de șoc la isterie și groază, pentru a ajunge să-și petreacă ultimele zile alternând între plâns compulsiv, leșin și agitație. Medicul închisorii i-a administrat constant doze de sedativ. La ultima vizită a părinților ei și a lui Avis, Edith nu mai vorbea și era doar vag conștientă de prezența lor.
Pentru execuție, autoritățile au adus patru gardieni de la Pentonville, deoarece au considerat că gardienele de la Holloway nu se vor putea achita de o sarcină atât de dificilă moralmente. Detaliile despre procedură s-au aflat încet și cu dificultate, deoarece erau protejate de secretul profesional.
La ora stabilită, călăul, asistentul lui și gardienii au intrat în celula lui Edith, care era asistată de o gardiană, căreia i s-a făcut semn să se îndepărteze. Edith s-a dat în spate și a scos un țipăt care, după cum relata o gardiană, a fost unul „neomenesc”. A fost ridicată în picioare și i s-au legat mâinile la spate, moment în care a leșinat. A fost dusă pe brațe de gardieni la spânzurătoarea adiacentă celulei, unde călăul i-a potrivit lațul și i-a așezat gluga pe cap, după care a dat drumul trapei. Profesorul Rene Weis sumarizează scena execuției, descriind-o ca „patru bărbați [...] brutalizând și omorând (legal) o femeie tânără”, și afirma că face ca „dezgustul” pe care judecătorul Sherman se aștepta să îl simtă juriul la citirea scrisorilor lui Edith „să pălească prin comparație”.
În momentul morții, Edith a suferit o hemoragie vaginală masivă, ale cărei cauze nu sunt cunoscute. Profesorul Rene Weiss susține că Edith ar fi fost însărcinată, deși nu putea rămâne însărcinată decât înainte de moartea lui Percy, ceea ce ar fi făcut ca în ianuarie să fie în luna a patra — ar fi fost imposibil să nu știe, și dacă ar fi știut, ar fi spus, deoarece era cunoscut că femeile însărcinate nu sunt executate. Este posibil să fi fost un prolaps uterin cauzat de leziuni din urma avortului, dar și pur și simplu o menstruație abundentă. Din această cauză, au circulat zvonuri cum că lui Edith „i-au căzut măruntaiele afară”. În cazul următoarelor câtorva femei care au mai fost executate în Regatul Unit până la abolirea pedepsei capitale, autoritățile le-au obligat să poarte o lenjerie specială, din piele sau pânză groasă, care să limiteze evenimente similare.
Cei prezenți au fost afectați psihic și moral de circumstanțele execuției. Însuși călăul John Ellis⁠(d) a renunțat un an mai târziu să mai efectueze execuții, a cerut să fie scos de pe lista călăilor; a suferit de depresie și alcoolism tot restul vieții, și s-a sinucis în 1932. Jurnalistul Beverley Baxter⁠(d) a relatat că două persoane care au participat la execuție (posibil gardienii de la Pentonville) au venit la redacția Daily Express și i-au cerut să militeze pentru abolirea pedepsei capitale în special în cazul femeilor. Guvernatorul închisorii a crezut mereu în nevinovăția lui Edith, și a făcut același lucru la redacția ziarului Daily Mail.

## Memoria

### Mormântul lui Edith

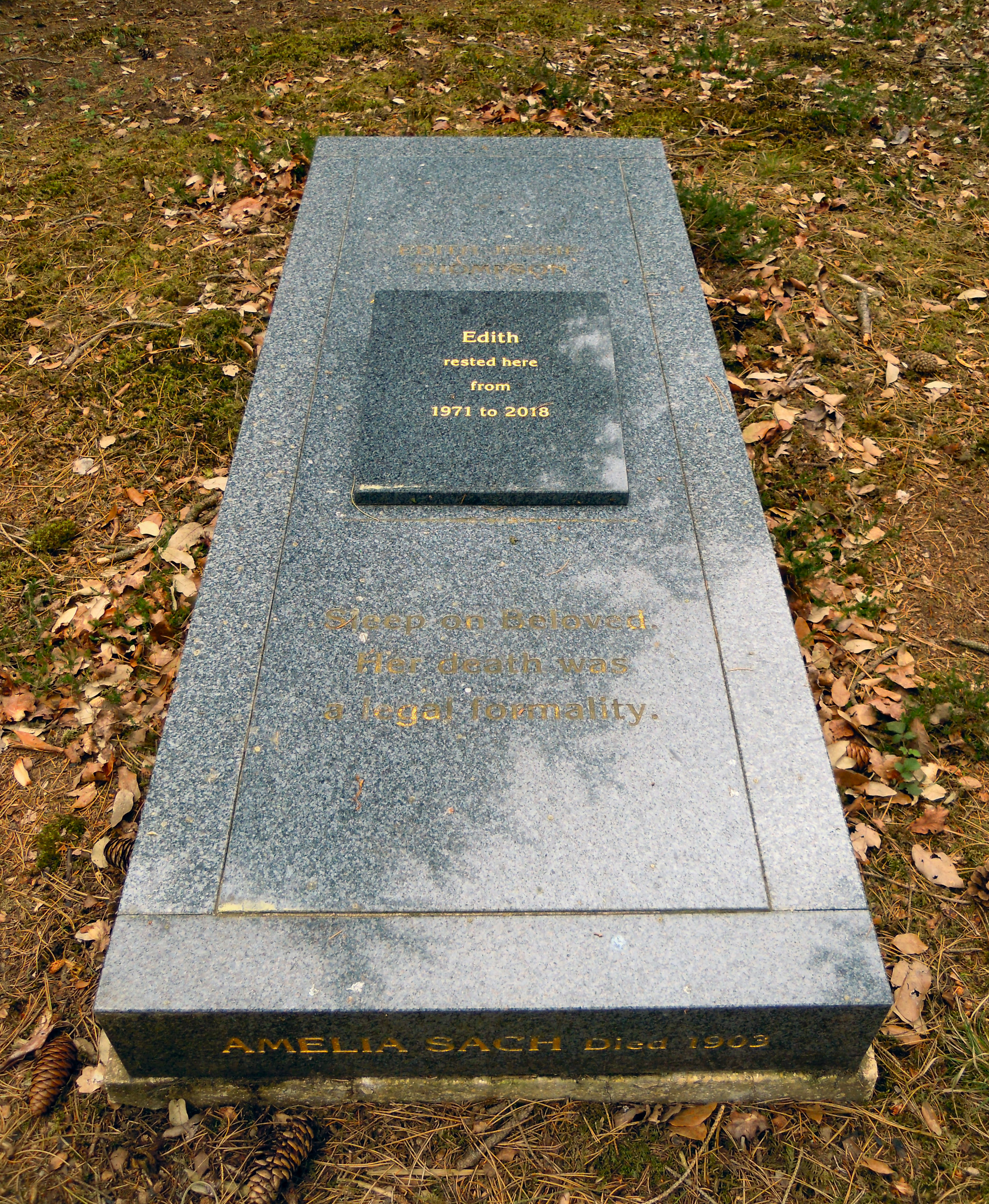
Locul unde a fost înmormântată Edith în, cu lespedea gravată cu cuvintele Sleep on, Beloved. Her death was a legal formality („Dormi mai departe, preaiubito. Moartea ei a fost o formalitate legală.”)

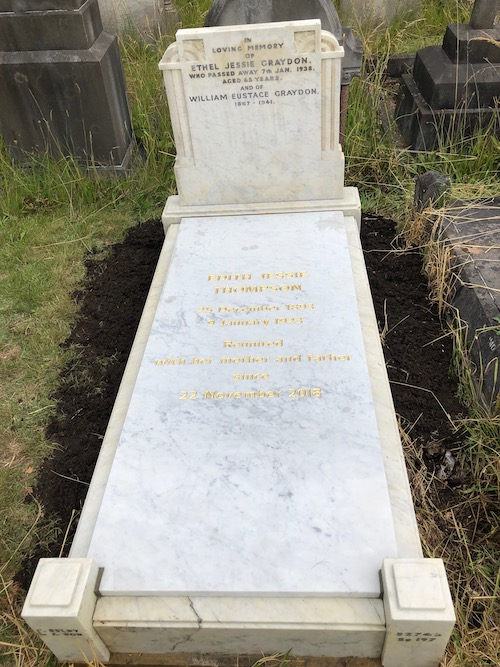
Noul mormânt al lui Edith Thompson în, unde a fost reînhumată în 2018.

Edith a fost lăsată spânzurată o jumătate de oră, pentru a asigura că a survenit moartea. După aceea, a fost coborâtă și așezată în sicriu. Părinților și sorei ei li s-a permis să o vadă pentru zece minute ca să o identifice. A fost singura ocazie în care au putut să își ia rămas bun și să se reculeagă. Conform regulilor, condamnații la moarte executați erau îngropați fără serviciu religios în incinta închisorii — procedură de sorginte medievală, menită să suprime cultul trădătorilor sau criminalilor notorii, dar care în secolul al XX-lea arăta doar ca o prelungire sine die a detenției după executarea propriu-zisă a sentinței, și o extindere a pedepsei asupra celor dragi condamnatului, ceva ce profesorul Rene Weis evalua în anii 1980 drept „ceva inuman”. Trupul lui Edith a fost acoperit cu var nestins pentru a accelera descompunerea, apoi sicriul a fost închis și îngropat în curtea închisorii.
Nu era permisă marcarea mormântului lui Edith, dar în perioada interbelică, Cicely McCall remarca, în urma vizitelor la închisoarea Holloway, într-un colț, un spațiu de forma dimensiunea inconfundabile ale unui mormânt, unde creștea un bloc, compact și îngrijit, de plante veșnic verzi — mărturie a simpatiei cu care guvernatorul a tratat-o pe Edith pe timpul detenției și pe care i-a păstrat-o după moarte.
În 1971, întrucât la Holloway urmau să se efectueze lucrări de construcție și reamenajare, sicriele tuturor femeilor executate și îngropate acolo au fost transferate la cimitirul Brookwood⁠(d), într-o parte nesfințită a acestuia, într-o groapă comună, marcată doar cu un stâlp numerotat. Deși Avis Graydon, sora lui Edith, încă trăia, autoritățile nu au căutat-o să o informeze de acest fapt. Avis a fost astfel privată de ocazia de a se reculege la mormântul sorei ei, pe care o iubise, și cu a cărei moarte nu se împăcase nici după aproape jumătate de secol. Abia după moartea lui Avis, profesorul Rene Weis a aflat noul loc de veci al lui Edith — cineva apropiat ei știa însă deja acest lucru, întrucât la prima vizită făcută acolo, Weis a găsit o fotografie a lui Edith, pe reversul căreia era scris de mână mesajul „Dormi mai departe, preaiubito. Moartea ei a fost o formalitate legală”, probabil din partea unui admirator care nu o uitase. Weis s-a îngrijit imediat să așeze o lespede de piatră pe mormânt, lespede pe care a comandat gravarea cuvintelor de pe fotografie. Ulterior, tot el s-a ocupat de formalitățile pentru deshumarea rămășițelor lui Edith și transferul lor în cavoul familiei din City of London Cemetery⁠(d), alături de sora și părinții ei.

### Evaluările și ilustrările ulterioare ale procesului
Încă din perioada procesului, stenogramele și unele comentarii asupra cazului din partea jurnalistului Filson Young au fost incluse în colecția Notable British Trials.
În perioada evenimentelor, Alfred Hitchcock învățase să danseze de la tatăl lui Edith, și o cunoștea pe Avis Graydon, care era prietenă cu sora lui. El și-a exprimat dorința de a realiza un documentar despre caz, dar s-a ferit de teama de a nu-i cauza mai multă suferință lui Avis. Din același motiv, i-a cerut biografului său, John Russell Taylor⁠(d), să nu menționeze cazul. Unele aspecte ale poveștii se regăsesc însă în filmul Spaimă pe scenă (1950).
În 1934, F. Tennyson Jesse⁠(d) a publicat cartea A Pin to See the Peepshow⁠(d), o relatare ficționalizată a cazului Thompson-Bywaters. Cartea a fost dramatizată pentru televiziune în 1973 cu Francesca Annis, John Duttine⁠(d) și Bernard Hepton⁠(d) în rolurile lui Edith Thompson, Freddy Bywaters și respectiv Percy Thompson. Annis a fost nominalizată pentru Premiul Academiei Britanice de Televiziune pentru cea mai bună actriță. Avis Graydon a văzut programul, dar a dezaprobat felul în care au fost relatate evenimentele. Puțin după apariția programului, Avis a acordat un interviu extins jurnalistei britanice Audrey Russell.
Condamnarea și circumstanțele execuției lui Edith Thompson au servit drept argument campaniilor în favoarea abolirii pedepsei capitale în Regatul Unit. După al Doilea Război Mondial, subiectul abolirii a reintrat pe agenda clasei politice britanice, și cazului lui Edith i s-au alăturat alte cazuri de posibile erori judiciare — cazurile lui Derek Bentley⁠(d) și Timothy Evans⁠(d) — precum și cel al lui Ruth Ellis⁠(d), care ar fi putut avea circumstanțe atenuante pe care autoritățile nu le luaseră în considerare.
În acea perioadă a avut în sfârșit, în 1948, premiera piesa People Like Us de Frank Vosper⁠(d), scrisă înainte de război, la Wyndhams Theatre⁠(d) din Londra, iar în 1952 a apărut lucrarea de non-ficțiune a lui Lewis Broad The Innocence of Edith Thompson: A Study in Old Bailey Justice.
După abolirea pedepsei capitale în Regatul Unit, profesorul universitar de litere René Weis de la University College London a publicat în 1988 biografia Criminal Justice: The True Story of Edith Thompson, iar o nouă ediție a apărut în 2001. Weis a fost numit moștenitor al lui Edith Thompson și al lui Avis Graydon. În 2001, a fost lansat filmul Another Life⁠(d), în care Natasha Little⁠(d) a jucat rolul lui Edith Thompson, Nick Moran⁠(d) pe al lui Percy Thompson, și Ioan Gruffudd⁠(d) pe al lui Frederick Bywaters.
Cazul lui Edith Thompson a făcut subiectul unui episod al programului TV Murder, Mystery, and My Family, în care avocații pledanți Jeremy Dein⁠(d) KC⁠(d) și Sasha Wass⁠(d) KC⁠(d) au cercetat dacă Edith Thompson a suferit în urma unei erori judiciare⁠(d). În cadrul emisiunii, judecătorul David Radford a analizat argumentele pro și contra ale celor doi și a arătat că condamnarea lui Edith este „nesigură”.
La 100 de ani de la moartea lui Edith Thompson, a apărut documentarul Hanged for Adultery, the Tragic Fate of Edith Thompson de Chris Forse. Acesta, originar din zona din Londra unde s-a consumat drama, a tras și el concluzia că Edith a fost victima unui proces nedrept și a climatului moral al Marii Britanii de după Primul Război Mondial.
În 2023, cazul a intrat în vederea Comisiei pentru Revizuirea Cazurilor Penale, care urmează să determine dacă poate fi analizat într-o instanță de apel.